# فصل ۲۰۰۰-۲۰۰۱ لیگ بین‌المللی بیس‌بال استرالیا
دومین فصل از لیگ بین‌المللی بیس‌بال استرالیا بود که از سه بخش تشکیل شده بود، تورنمنت سنتی  کلاکستون شیلد که در اواخر دسامبر ۲۰۰۰ برگزار شد، یک بازی آل‌استار و یک لیگ بین‌المللی توسعه که به‌طور انحصاری در گلد کوست پالم میدوس و کارارا اوال از اواخر نوامبر ۲۰۰۰ تا اواخر ژانویه ۲۰۰۱ انجام شد.

## کلاکستون شیلد
کلاکستون شیلد ۲۰۰۰–۲۰۰۱ در هفته بعد از کریسمس و در  شهرک بین‌المللی بال‌پارک برگزار شد. به دلیل نامناسب بودن وضعیت زمین بازی مسابقه که قرار بود در اوایل دسامبر برگزار شود لغو شد. اکثر شرکت‌کنندگان به زمان‌بندی برگزاری مسابقات اعتراض داشتند.

## بازی آل‌استار
چالش آل‌استار برای یک آخر هفته از ۲۶ تا ۲۸ ژانویه ۲۰۰۱ و مصادف با روز ملی استرالیا برنامه‌ریزی شده بود و قرار بود در  استادیوم کولونیال ملبورن برگزار شود. آخر هفته قرار بود تیم  ملی بیس بال استرالیا و یک تیم آل‌استار شامل  روبرتو آلومار بازیکن MLB به مصاف هم بروند اما مشابه وضعیت کلاکستون شیلد آن بازی هم لغو شد.

## لیگ گلد کوست
لیگ بین‌المللی بیس‌بال به‌طور اختصاصی در گلد کوست پالم میدوس و کارارا اوال هم برگزار شد. این لیگ شامل ۴ تیم IBLA استرالیا، IBLA بین‌المللی، یک تیم آل‌استار و تیم ملی بیس‌بال تایوان بود.
این لیگ از ۲۹ نوامبر ۲۰۰۰ تا ۲۰ ژانویه ۲۰۰۱ برگزار شد.